# 가르첼롱주

가르첼롱주의 現 깃발

가르첼롱주의 舊 깃발

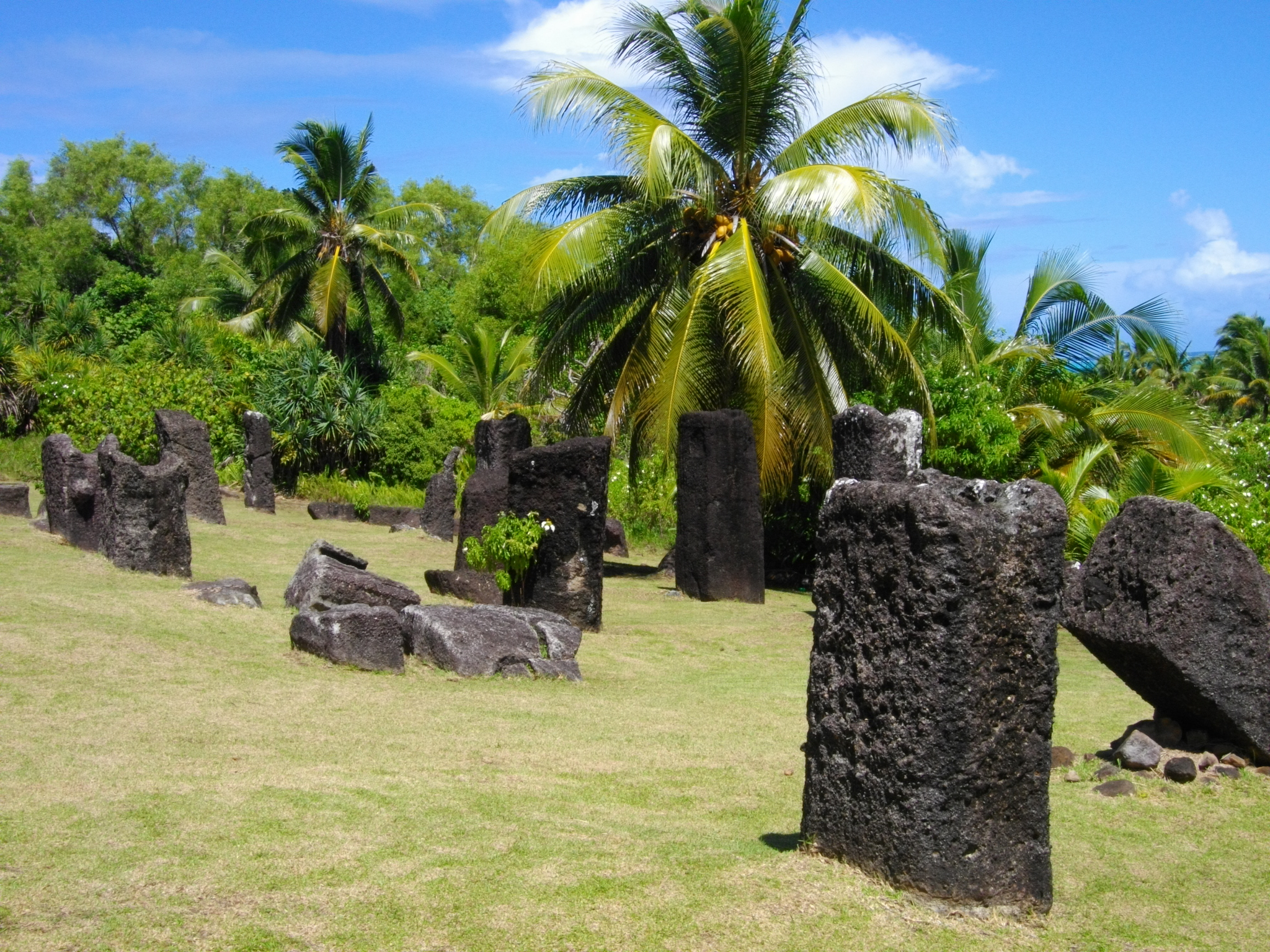
바드룰차우에 있는 돌기둥

가르첼롱주(영어: Ngarchelong)는 팔라우의 주로, 바벨다오브섬 최북단에 위치한다. 면적은 약 10km2, 인구는 316명(2015년 기준)이다.